# Dig

dig (сокращение от «domain information groper») — утилита (DNS-клиент), предоставляющая пользователю интерфейс командной строки для обращения к системе DNS. Позволяет задавать различные типы запросов и запрашивать произвольно указываемые сервера. Является аналогом утилиты nslookup.
Утилита dig входит в стандартный комплект DNS сервера BIND.

## Пример
```
dig @ns.mail.ru mail.ru mx
```

вот её вывод:
```
; <<>> DiG 9.3.2 <<>> @ns.mail.ru mail.ru mx
; (1 server found)
;; global options:  printcmd
;; Got answer:
;; ->>HEADER<<- opcode: QUERY, status: NOERROR, id: 2038
;; flags: qr aa rd; QUERY: 1, ANSWER: 1, AUTHORITY: 6, ADDITIONAL: 7

;; QUESTION SECTION:
;mail.ru.                       IN      MX

;; ANSWER SECTION:
mail.ru.                3600    IN      MX      10 mxs.mail.ru.

;; AUTHORITY SECTION:
mail.ru.                3600    IN      NS      ns5.mail.ru.
mail.ru.                3600    IN      NS      ns4.mail.ru.
mail.ru.                3600    IN      NS      ns.mail.ru.
mail.ru.                3600    IN      NS      ns1.mail.ru.
mail.ru.                3600    IN      NS      ns2.mail.ru.
mail.ru.                3600    IN      NS      ns3.mail.ru.

;; ADDITIONAL SECTION:
mxs.mail.ru.            3600    IN      A       194.67.23.20
ns.mail.ru.             3600    IN      A       194.67.23.130
ns1.mail.ru.            3600    IN      A       194.67.57.103
ns2.mail.ru.            3600    IN      A       194.67.57.104
ns4.mail.ru.            3600    IN      A       194.67.57.4
ns5.mail.ru.            3600    IN      A       194.67.23.232
ns3.mail.ru.            3600    IN      A       194.67.23.17

;; Query time: 109 msec
;; SERVER: 194.67.23.130#53(194.67.23.130)
;; WHEN: Fri Apr 18 18:12:59 2008
;; MSG SIZE  rcvd: 264

```

показывает mx-запись для домена mail.ru